# Issa Hayatou
Issa Hayatou   (Garoua, 9 d'agost de 1946 - Neuilly-sur-Seine, 8 d'agost de 2024) va ser un dirigent esportiu, exatleta, i exjugador de bàsquet camerunès.

## Biografia
President de la Confederació Africana de Futbol (CAF) des de 1988 fins a 2017; també va ser, entre el 8 d'octubre de 2015 i el 25 de febrer de 2016, president interí de la FIFA, després de la suspensió de Joseph Blatter per part del Comitè d'Ètica de la FIFA, arran dels casos de corrupció que afectaven l'entitat. En 2002, es va postular per a president de la FIFA però va ser derrotat per Blatter. També va ser membre del Comitè Olímpic Internacional (COI).
Al novembre de 2010, va ser acusat per la BBC d'haver acceptat suborns en la dècada de 1990 respecte a l'adjudicació dels drets de televisió de la Copa Mundial de la FIFA, la qual cosa va generar l'anunci del COI, del qual era membre, sobre que l'investigaria.
El 16 de març de 2017, va ser vençut pel reptador malgaix Ahmad Ahmad, posant fi al seu mandat de 29 anys com a president de la CAF.
El 8 d'agost del 2024, a 77 anys, va morir a un hospital de París per un atac de cor.